# قرار مجلس الأمن التابع للأمم المتحدة رقم 2119
قرار مجلس الأمن التابع للأمم المتحدة رقم 2119، المتخذ بالإجماع في 10 أكتوبر 2013.

## روابط خارجية
- نص القرار في undocs.org